# Осадний корпус військ УНР
Осадний корпус військ УНР — одне зі з'єднань Армії УНР у 1918–1919, яке мала різні форми організації: Осадний корпус Січових Стрільців, Корпус Січових Стрільців, Група Січових Стрільців.

## Історія
До складу корпусу увійшли: дивізія Січових Стрільців (11000 бійців), Чорноморська дивізія, 1-а Дніпровська (отаман Д. Терпило) та 2-га Дніпровська дивізії (отаман М. Данченко), а також військові частини Окремої піхотної Сердюцької дивізії, які після антигетьманського повстання перейшли на бік Директорії.
Із залишків 1-го, 2-го і 3-го полків Окремої піхотної Сердюцької дивізії був сформований 3-й Січовий полк, а з 4-го — 4-й Січовий полк. Офіцерський склад цих полків також майже повністю складався з колишніх сердюцьких офіцерів.
Командували полками також сердюки: 3-м Січовим полком — спочатку полковник Г. Лазарський, а потім — колишній помічник командира 3-го Сердюцького полку військовий старшина Сава Піщаленко, 4-м Січовим полком — військовий старшина Архип Кмета.
Сердюцький артилерійський полк поступив до Осадного корпусу Січових Стрільців у повному складі і став 3-м Січовим артилерійським. Причому з сердюків були повністю сформовані 7-а, 8-а, 9-а і кінно-гірська батареї. Після цих переформувань залишився навіть надкомплект офіцерів-сердюків, яких січовики направили в інші свої частини.

### Осадний корпус Січових Стрільців Армії УНР
На початку грудня розпочалася підготовка до штурму столиці. Для цього 3 грудня було створено Осадний корпус військ УНР. До його складу увійшли Окремий загін січових стрільців, Окремий чорноморський загін та Дніпровська бригада, розгорнуті у дивізії. Очолював Осадний корпус полковник Євген Коновалець. Від 8 грудня особовий склад корпусу налічував 50 тисяч бійців та 48 гармат. Проте військове з'єднання не було однорідним — новостворені частини виявилися малодисципліновані. При плануванні штурму Києва Євген Коновалець довіряв лише відділам січових стрільців. Зокрема вступ до Києва мала здійснити 1-ша дивізія січових стрільців, щоб уникнути погромів цивільного населення. 14 грудня місто було захоплене, гетьман зрікся влади й уряд Української Держави склав повноваження.
Після відновлення УНР на плечі Євгена Коновальця та січовиків лягла робота із встановлення адміністративного порядку в столиці. Коновальця призначено комендантом Києва. Тоді Євгенові Коновальцю, як і Андрієві Мельнику, за визначну роль у антигетьманському повстанні було присвоєно звання отамана, що відповідало рангові генерала.

### Корпус Січових Стрільців Армії УНР
У середині січня на півдні від Києва, в районі Трипілля-Обухів, вибухнуло повстання отамана Данила Терпила, котрий оголосив про нейтралітет. На південь відрядили групу січовиків під командуванням Осипа Думіна для ліквідації бунту. Осип Думін кілька разів намагався вирішити проблему шляхом переговорів. На них парламентарі Зеленого висловлювали прихильне ставлення до Директорії та вороже — до більшовиків, проте підкоритися наказу «здати зброю» відмовилися. 22 січня 1919 року у бою під Обуховом заколотники зазнали поразки, склали зброю і Дніпровську дивізію було розформовано. 26 січня відділ повернувся до Києва.
Протягом січня-лютого 1919 року 4-й Січовий полк у складі ударної групи військ УНР під командуванням Р.Сушка вів бої з більшовицькими військами в Лівобережній Україні в районі Полтави, Гадяча, Гребінки і за Київ. 1-й Січовий полк під командуванням сотника І. Роґульського прикривав підступи до столиці з півночі. В цей час Січовий корпус захопив дух апатії, він часто відступав перед появою незначних ворожих сил. На початку лютого було полишено Київ.
13 і 16 лютого в районі Крюківщина-Боярка більшовики розгромили 3-й Січовий полк. В цей же час зазнали тяжких втрат і інші частини січовиків. Внаслідок більшовицької агітації і значних втрат Осадний Корпус військ УНР в лютому 1919 року був переформований в Корпус Січових Стрільців Армії УНР, а 26 лютого 1919 року більшість підрозділів Січових Стрільців були відведені на реформування в район Проскурова і Старокостянтинова.
21 березня Корпус Січових Стрільців вийшов з Проскурова. Протягом 21-22 березня Січовики вибили червоних з Житомира. Особливо відзначилися в бою 4-ий полк, частини 2-го полку та панцерник «Стрілець». А у боях під Бердичевом, 27 березня, Січовики майже витіснили 1-шу Українську дивізію Миколи Щорса з міста, але 30 березня на допомогу більшовикам підійшло підкріплення і Бердичів було втрачено. Внаслідок цього бою Корпус Січових Стрільців військ УНР зменшився до 300 старшин і 4500 вояків. Незважаючи на дальші бої в районі Шепетівки й Крем'янця, корпус, завдяки новому поповненню, збільшився у червні до 319 старшин і 8 067 вояків (у тому числі 5 172 бойового складу).

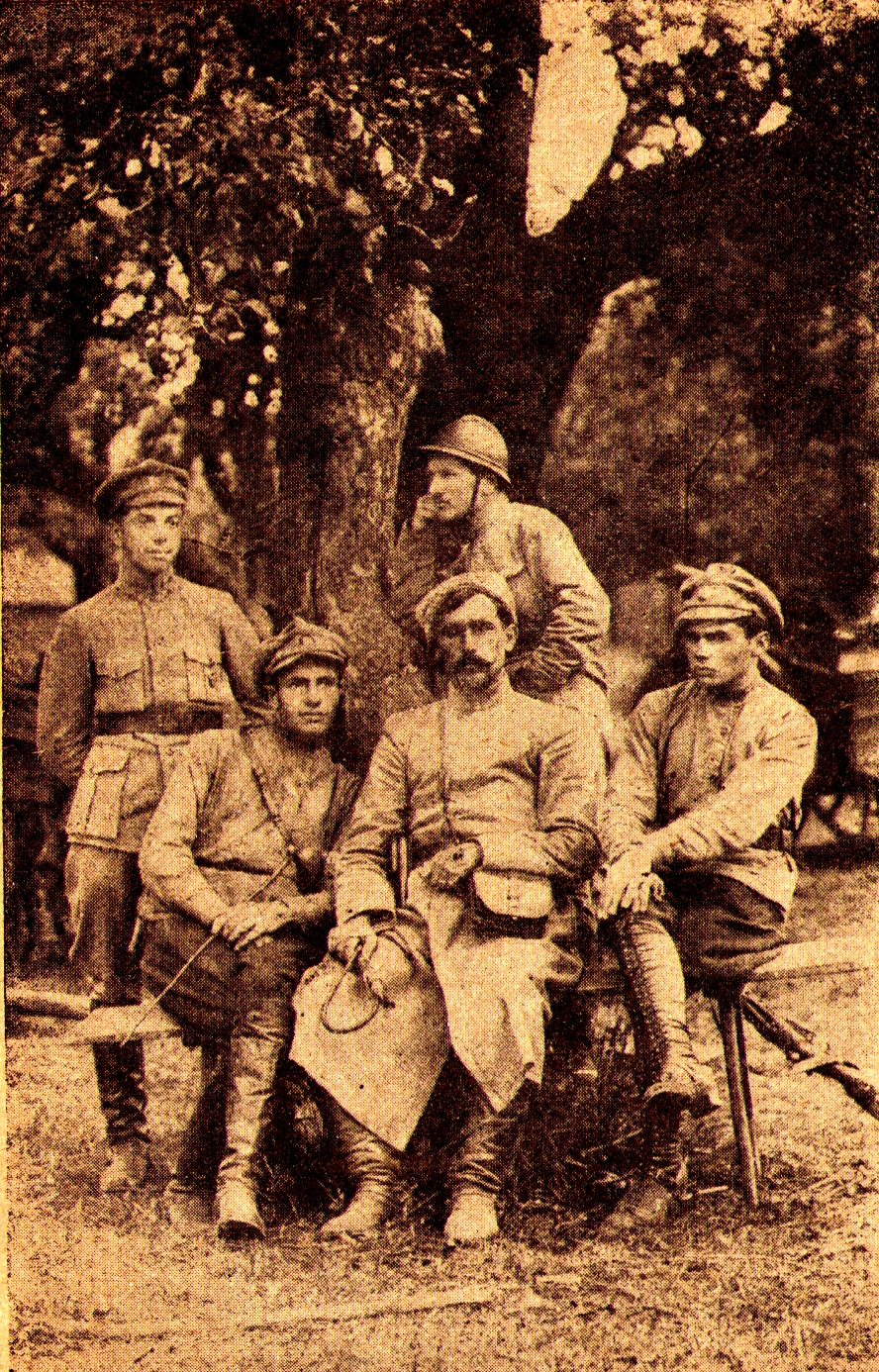
Командир 6 полку 11 дивізії Січових Стрільців Т. Виборний зі старшинами скорострільної сотні.(1919 р.)

### Група Січових Стрільців Армії УНР
Наприкінці травня 1919 року частини корпусу зосередилися на лінії Шумськ-Мости-Мизоч на Волині, а протягом червня 1919 року вели бої з більшовиками на напрямку Базалія — Чорний Острів. У цей період Корпус Січових Стрільців перейменовано в Групу Січових Стрільців і в середині липня 1919 року стрілецькі частини переформовано у дві дивізії 10-ту і 11-ту, по три полки піхоти. Під командою Франца Бориса кінний дивізіон було розгорнуто у кінний полк Січових стрільців.
Під час наступу Армії УНР і УГА на Київ (липень-серпень 1919) у складі Армійської групи полковника А. Вольфа, корпус наступав через Шепетівку, Звягель на Коростень (загальний стан: 8600 старшин і вояків, бойовий — 5100 багнетів, 206 кулеметів, 425 шабель, 42 гармати). Після оголошення Директорією УНР війни Добровольчій армії генерала А. Денікіна Група Січових Стрільців відступила з-під Коростеня до Шепетівки, а у жовтні-листопаді 1919 року вела оборонні бої у районі Жмеринки — Проскурова, але на початку грудня 1919 року частини Армії УНР, у тому числі Група Січових Стрільців, були оточені більшовицькими, польськими і денікінськими військами в районі Острополя-Любара-Чорториї. 6 грудня 1919 року на зібранні командирів частин групи Січових Стрільців прийнято рішення про самодемобілізацію.
Частини стрільців приєдналася до підрозділів Армії УНР під командуванням М. Омеляновича-Павленка і вирушили у Перший зимовий похід. Після війни керівні старшини Січових Стрільців створили і координували діяльність УВО — ОУН.

## Склад Корпусу
До складу Групи Січових Стрільців входило: 6 полків піхоти, 6 полків артилерії, кінний полк із двох дивізіонів, автоброневий дивізіон, 4–5 панцерних потягів, об'єднаних у панцерний дивізіон, Кіш Січових Стрільців, Скорострільний вишкіл Січових Стрільців, технічні, ремонтні й обозні частини.
Незмінним командиром корпусу був полковник Євген Коновалець, начальниками штабу — старшини генерального штабу колишньої російської армії, полковники: Б. Сулківський, Валеріян Сологуб, М. Безручко, В. Змієнко, Ю. Отмарштайн. Всі головні командні пости, за винятком командира 1-го пішого полку Корпусу, колишнього офіцера австро-угорської армії Івана Роґульського, були обійняті старшинами колишньої російської армії. Під їх командуванням було 5 полків піхоти. Командиром 2-го полку був Ю. Осипенко, 3-го — С. Пищаленко, 4-го — А. Кмета, 5-го — В. Мончинський, 6-го — Т. Виборний.
Командантом гарматної бригади і його помічником були колишні офіцери австро-угорської армії відповідно Роман Дашкевич і Дмитро Бурко. Командантами полків були: 1-го — колишній офіцер австро-угорської армії Михайло Курах, 2-го — Володимир Зарицький, 3-го — Олександр Голубаїв, 4-го — Дмитро Іньків, 5-го — Дмитро Михайлів, 6-го — Яків Бутрим. Переважна більшість старшин і гармашів — були наддніпрянці. Також колишні вояки російської армії складали основу амуніційного парку, технічних частин й панцерних потягів; вони також переважали серед командирів куренів, батерей і навіть сотень.